# Insula Capul Breton
Insula Capul Breton (engleză Cap Breton Island, franceză Île du Cap-Breton) este o insulă în provincia Nova Scotia, pe coasta oceanului Atlantic din Canada.